# HD 102195
HD 102195は、おとめ座の方角に約96光年の距離にある橙色の主系列星である。
| 太陽 | HD 102195 |
| ---- | --------- |
| 太陽 | Exoplanet |

## 惑星系
2005年、キットピーク国立天文台における視線速度法の観測により、太陽系外惑星 ET-1 (HD 102195 b) が発見された。これは新世代の視線速度測定装置である Exoplanet Tracker を用いた検出であり、発見を報告する論文の中では惑星は装置の名称にちなんで ET-1 と呼ばれている。
| 名称 （恒星に近い順） | 質量           | 軌道長半径 （天文単位） | 公転周期 (日)       | 軌道離心率 | 軌道傾斜角  | 半径 |
| --------------------- | -------------- | ----------------------- | ------------------- | ---------- | ----------- | ---- |
| ET-1 (Lete)           | 0.46 ± 0.03 MJ | 0.0491                  | 4.113775 ± 0.000557 | 0（固定）  | 78.0 ± 6.0° | —    |

## 名称
2019年、世界中の全ての国または地域に1つの系外惑星系を命名する機会を提供する「IAU100 Name ExoWorldsプロジェクト」において、HD 102195 はイタリアに割り当てられる系外惑星系となった。このプロジェクトは、「国際天文学連合100周年事業」の一環として計画されたイベントの1つで、イタリア国内での選考、国際天文学連合 (IAU) への提案を経て、太陽系外惑星とその母星に固有名が承認されるものであった。2019年12月17日、IAUから最終結果が公表され、HD 102195はFlegetonte、HD 102195 bはLeteと命名された。Flegetonte、Leteはいずれも、イタリアの著名な叙事詩、ダンテの『神曲』に登場する、ギリシャ神話由来の冥界の川で、Flegetonteは火の川、Leteは忘却の川のことである。